# 1529
1529 (MDXXIX) fue un año común comenzado en viernes del calendario juliano.

## Acontecimientos
- 2 de febrero: en Venezuela, Ambrosio Alfinger, al mando de la expedición de los Welser, desembarca en Santa Ana de Coro. Este hecho inicia la experiencia colonizadora de los Welser, que terminará en un completo fracaso.
- 19 de abril: En la Dieta de Espira, un grupo de líderes (en alemán Fürst) y ciudades independientes (en alemán Reichsstadt) protestan por la reinstauración del Edicto de Worms, comenzando el movimiento protestante.
- 22 de abril: España y Portugal firman el Tratado de Zaragoza que establecía la paz y delimitaba las fronteras de ambos países en la colonización de Asia.
- 10 de mayo: el ejército turco bajo Solimán I deja Constantinopla para, una vez más, invadir Hungría.
- 29 de junio: El papa Clemente VII y Carlos V firman el Tratado de Barcelona.
- 26 de julio: Se firma la Capitulación de Toledo: decreto real emitido por la Corona de Castilla, por medio del cual se otorgaba un adelantamiento al conquistador extremeño Francisco Pizarro, en el marco de la conquista y colonización española de América.
- 5 de agosto: España y Francia firman la Paz de Cambrai.
- 3 de septiembre: Viena es asediada por las fuerzas turcas.
- 15 de octubre: Carlos V levanta el cerco de Viena por Solimán el Magnífico.
- en el Imperio inca, se da inicio a la Guerra Civil Inca, conflicto entre Huáscar y Atahualpa.
- en Venezuela, Ambrosio Alfinger funda la ciudad de Maracaibo.
- en España son perseguidos los erasmistas.
- en Basilea (Suiza) Juan Ecolampadio se convierte en antistes de la Iglesia Reformada.
- Llega a Santa Marta la comunidad dominica.

## Arte y literatura
- Juan de Valdés publica Diálogo de doctrina cristiana.
- Diego de Siloé traza la catedral de Granada.

## Nacimientos
- Jean Bodin, filósofo francés.
- Giovanni da Bologna (Juan de Bolonia), escultor francés  renacentista.
- Olivier de Magny, poeta francés.
- Bernardo Davanzati Bostichi, economista italiano.
- Jean Bastier de La Peruse, poeta y dramaturgo francés.
- Juan Escalante de Mendoza, marino y escritor español.
- Fernando II del Tirol.
- Étienne Pasquier, político, humanista y jurista francés.
- John Shakespeare, político y fabricante textil inglés, padre de William Shakespeare.
- Tadeo Zúccaro, pintor manierista italiano.

## Fallecimientos
- La Malinche, intérprete de Hernán Cortés durante la conquista de México.
- Rodrigo de Portuondo, marinero español.
- Álvaro de Saavedra Cerón, explorador español.
- 7 de enero: Peter Vischer, escultor alemán (n. 1455).
- 16 de mayo: Francesco Morone, pintor italiano.